# Editor de cine

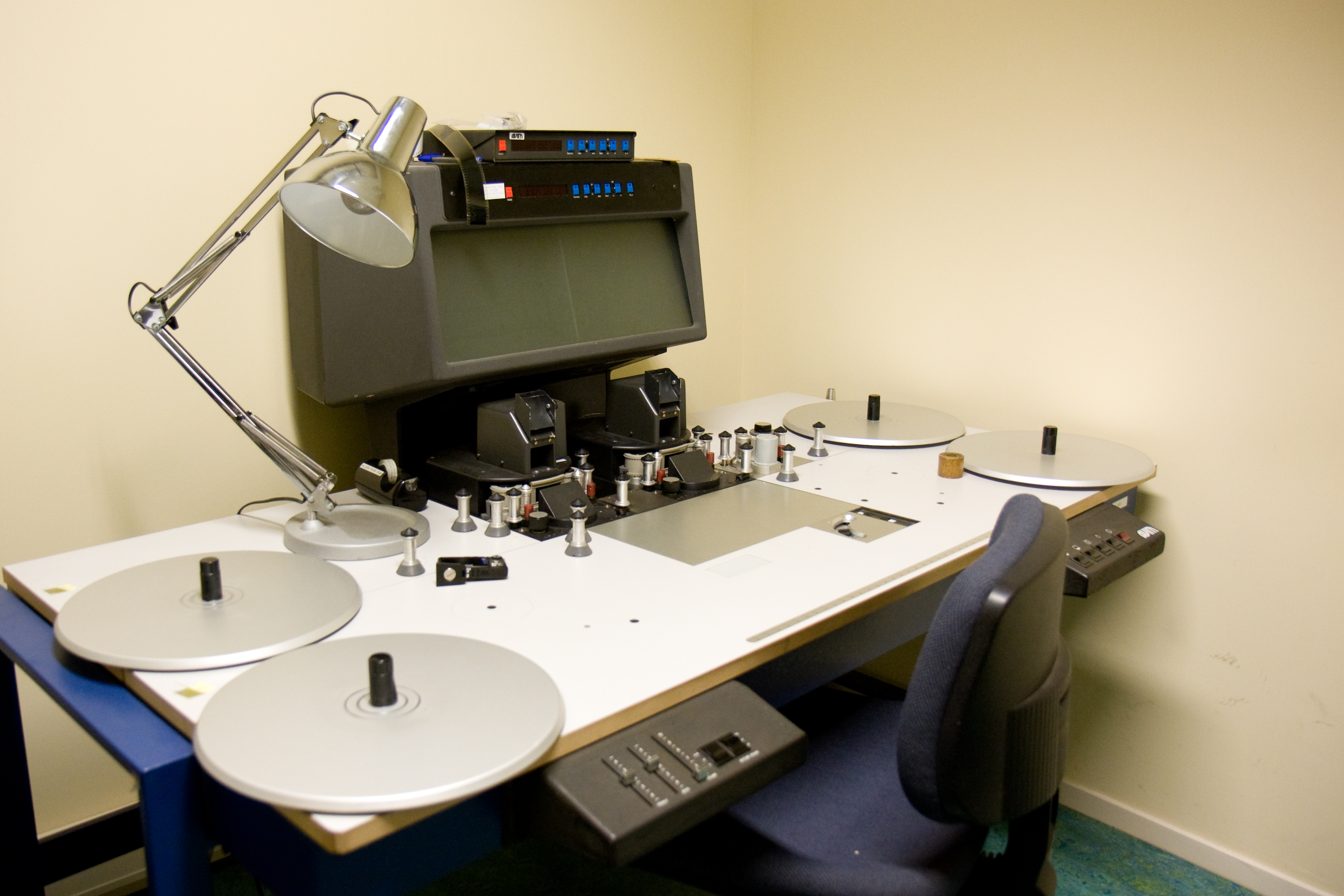
Equipo de edición de mesa.

Un editor de cine o editora de cine, también llamado montador o montadora, es la persona que en el proceso de realización de una película, durante la fase de montaje, se encarga de componer  escenas y secuencias con un equipo de montaje para conseguir las acciones, temas o emociones propios de la narratividad de la película. Dicho proceso se consigue a partir de la organización, distribución, duración, combinación y enlace simultáneo-secuencial de tomas de rodaje visuales-sonoras transformadas en planos de montaje. La labor del montador se desarrolla básicamente durante la fase denominada posproducción, que es la etapa que transcurre entre la finalización del rodaje y el estreno. En Argentina, Bolivia, Chile y Ecuador es conocido como montajista.
En los primeros tiempos del cine este proceso se hacía a mano, cortando y pegando el negativo. Más tarde se introdujo la moviola, una mesa en la cual se cargan los rollos de película, facilitando así el proceso. Más tarde llegaron las computadoras con un software de edición no lineal.